# Sakoula
Sakoula est une localité du département de Ouagadougou, dans la province de Kadiogo (région Centre) au Burkina Faso. En 2006, cette localité comptait 1 532 habitants dont 49,2 % de femmes.